# Jan Boller
Jan Boller (Siegen, 14 marzo 2000) è un calciatore tedesco, difensore del F. Düsseldorf II.

## Carriera
Cresciuto nel settore giovanile del Bayer Leverkusen, nel 2019 viene acquistato a titolo definitivo dal LASK. Debutta in prima squadra l'8 agosto 2021 in occasione dell'incontro di Bundesliga pareggiato 1-1 contro il WSG Swarovski Tirol.

## Statistiche
Statistiche aggiornate al 30 settembre 2021.

### Presenze e reti nei club
| Stagione        | Squadra         | Campionato      | Campionato | Campionato | Coppe nazionali | Coppe nazionali | Coppe nazionali | Coppe continentali | Coppe continentali | Coppe continentali | Altre coppe | Altre coppe | Altre coppe | Totale | Totale | Totale |
| Stagione        | Squadra         | Comp            | Pres       | Reti       | Comp            | Pres            | Reti            | Comp               | Pres               | Reti               | Comp        | Pres        | Reti        | Pres   | Reti   |        |
| --------------- | --------------- | --------------- | ---------- | ---------- | --------------- | --------------- | --------------- | ------------------ | ------------------ | ------------------ | ----------- | ----------- | ----------- | ------ | ------ | ------ |
| 2019-2020       | Juniors OÖ      | 2L              | 22         | 1          | CA              | 1               | 0               |                    | -                  | -                  |             | -           | -           | 23     | 1      |        |
| 2020-2021       | Juniors OÖ      | 2L              | 24         | 5          |                 | -               | -               |                    | -                  | -                  |             | -           | -           | 24     | 5      |        |
| 2021-2022       | Juniors OÖ      | 2L              | 6          | 0          |                 | -               | -               |                    | -                  | -                  |             | -           | -           | 6      | 0      |        |
| 2021-2022       | LASK            | BL              | 17         | 0          | CA              | 2               | 0               | UEL                | 7                  | 0                  |             | -           | -           | 26     | 0      |        |
| Totale carriera | Totale carriera | Totale carriera | 64         | 6          |                 | 3               | 0               |                    | 7                  | 0                  |             | -           | -           | 74     | 6      |        |